# Ludwik I de Bourbon-La Roche
Ludwik de Bourbon-La Roche (ur. 1473, zm. 1531) – książę de La Roche-sur-Yon, pan de Champigny, de Leuse, de Condé, de Saint-Charlier, de Cluys, d'Agurande, du Châtelet et du Luc, kawaler orderu Świętego Michała.
Ludwik był drugim synem Jana VII de Burbon-Vendôme i jego żony - Izabeli de Beauvau, córki Ludwika de Beauvau, seneszala Andegawenii, i Małgorzaty de Chambley. Uczestniczył w kampanii włoskiej króla Karola VIII.

## Małżeństwa i potomstwo
21 marca 1504 lub 1508 w Moulins Ludwik ożenił się ze swoją kuzynką - Ludwiką de Bourbon-Montpensier, dziedziczką Owernii i Montpensier, córką Gilberta, hrabiego Montpensier i delfina Owernii, i jego żony - Klary Gonzagi, córki Fryderyka I Gonzagi z Mantui. Para miała trójkę dzieci:
- Zuzannę de Burbon-Vendôme (1508–1570), żonę Klaudiusza de Rieux, hrabiego Harcourt i Aumale (zm. 1532),
- Ludwika III de Burbon-Vendôme, księcia Montpensier (1513–1582),
- Karol de Burbon-La Roche, księcia La Roche sur Yon (1515–1565).

Miał również nieślubnego syna - Ludwika (nazywanego Helvis), zmarłego w 1565, który był biskupem Langres.